# Wettererkundungsstaffel
Les Wettererkundungsstaffeln (aussi appelé Wekusta ou Westa) étaient des unités de la Luftwaffe spécialisées dans la reconnaissance météorologique. Leur tâche principale était de recueillir des données météorologiques dans les zones où seul l’avion pouvait pénétrer.
Pour le calendrier et la conduite des opérations militaires, la capacité à produire des prévisions météorologiques précises pouvait être un facteur décisif. Les données météorologiques internationales requises, à cet effet, ne sont pas facilement disponibles pour l'armée allemande lors de la Seconde Guerre mondiale. La Wehrmacht a donc créé un réseau mondial de stations, de navires et d’avions météorologiques. Les avions météorologiques étaient organisés en escadrons spéciaux, généralement directement subordonnés soit à la Luftwaffe soit au Luftwaffenführungskommando (Commandement de la Force aérienne).
Il y avait onze escadrons Wekustas, dont chacun réunissait entre trois et douze avions. Beaucoup de météorologues étaient enrôlés dans les escadrons afin de recueillir les données météorologiques. Pendant la durée du conflit, 200 d'entre eux ont été tués.

## Unités
| Nom de l’unité                   | Geschwaderkennung                        | Formation                                                                             | Subordonnée  |
| -------------------------------- | ---------------------------------------- | ------------------------------------------------------------------------------------- | ------------ |
| Wekusta 1 (aussi Wekusta/Lfl.1)  | B7+_A, (T5)                              | Juillet 1939                                                                          | Luftflotte 1 |
| Wekusta 1/Ob.d.L.                | T5+_U à partir de juillet 1942 : D7+_H   | Juillet 1940 à partir de la Wekusta/Ob.d.L.                                           |              |
| Wekusta 2/Ob.d.L.                | T5+_V, à partir de juillet 1942 : D7+_K) | Juillet 1940 à partir de la Wekusta 1                                                 |              |
| Wekusta Ob.d.L                   | T5+_U                                    | Juin 1939 à partir de la Großraum-Wekusta, à partir de juillet 1940 Wekusta 1/Ob.d.L. |              |
| Wekusta 3                        | 4B                                       | Prévu pour 1939 mais pas réalisée. Janvier 1944 à partir de la Wetterkette Stavanger  |              |
| Wekusta 5 (aussi Wekusta/Lfl. 5) | 1B+_H, à partir de mai 1942 : D7+_N      | Mai 1940 à partir de la Wetterkette Nord, issue de Westa 1 et Westa 26                | Luftflotte 5 |
| Wekusta 6                        | D7+_P                                    | Juillet 1943 à partir de la Wekusta 5 (Kette Banak)                                   |              |
| Wekusta 7                        | K4+_A                                    | Novembre 1944                                                                         |              |
| Wekusta 26                       | 5M, depuis juin 1944 C5+_H               | Juin 1939, plus tard 6./Aufkl.Gr. 122, juin 1944 Neuaufstellung                       | Luftflotte 2 |
| Wekusta 27                       | Q5                                       | Juin 1943 à partir de parties de la Wekusta 26                                        |              |
| Wekusta 51                       | 4T+_H                                    | Juin 1939                                                                             | Luftflotte 3 |
| Wekusta 76                       | 5Z+_A                                    | Décembre 1940                                                                         | Luftflotte 4 |

 Notes :
 Le code d’identification de l’escadrille peint sur le côté était basé sur le Geschwaderkennung
 Ob.d.L. = Oberbefehlshaber der Luftwaffe (Haut-commandement de la Luftwaffe) 
Lfl.= Luftflotte

## Composition des unités

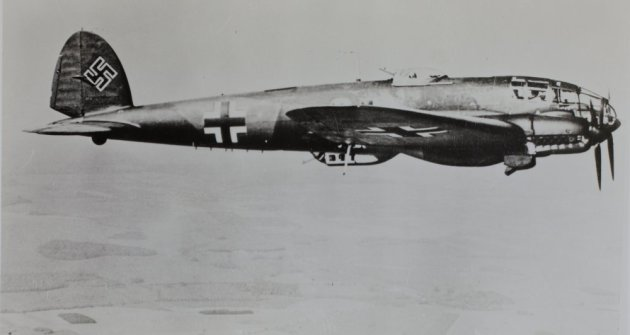
Type d'appareil utilisé à l'origine par les Werkusta (HE-111).

Organisation
Les unités sont de petites tailles, similaires aux formations classiques de la Luftwaffe. La plus petite est la "kette" de 3 appareils. Le "staffel", de 9 appareils est l'unité administrative de base. Quand un staffel détache des appareils à une autre base, c'est sous la forme d'un kette. Pour donner un exemple, c'est ce qui se passe quand la Werkusta 5 détache des appareils à Banak, à l’extrême nord de la Norvège.
Il arrive plusieurs fois qu'un kette détaché prenne son autonomie en passant au rang de staffel. C'est ce qui arrive au détachement de la Werskuta 1 basé à Stavanger, donnant naissance à la Werskuta 3.
Appareils utilisés
Différents types d'avions ont été utilisés au cours du conflit par les différentes Werkustas. Chacun ayant ses avantages et ses défauts pour les missions demandées. Par exemple, le Junkers Ju 88 était apprécié pour sa vitesse et pour son armement mais limité en ce qui concerne la taille de l'équipage embarqué.

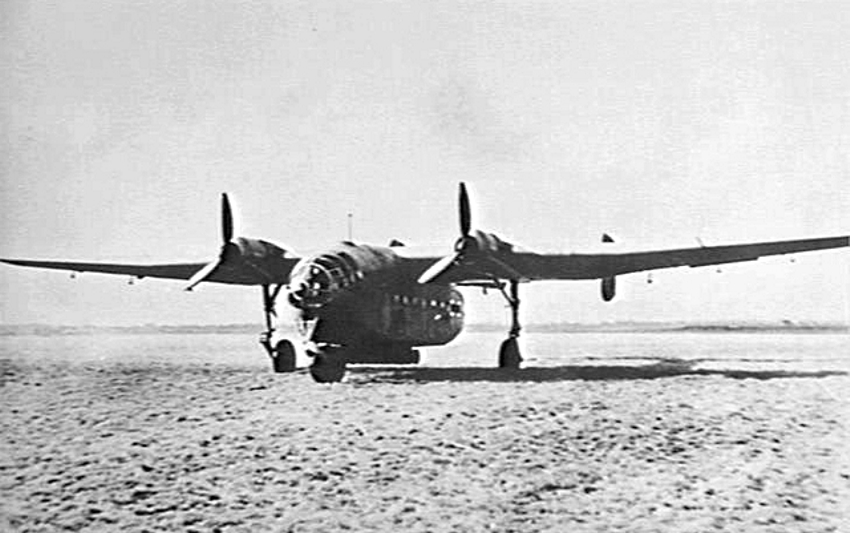
Arado Ar 232A-0
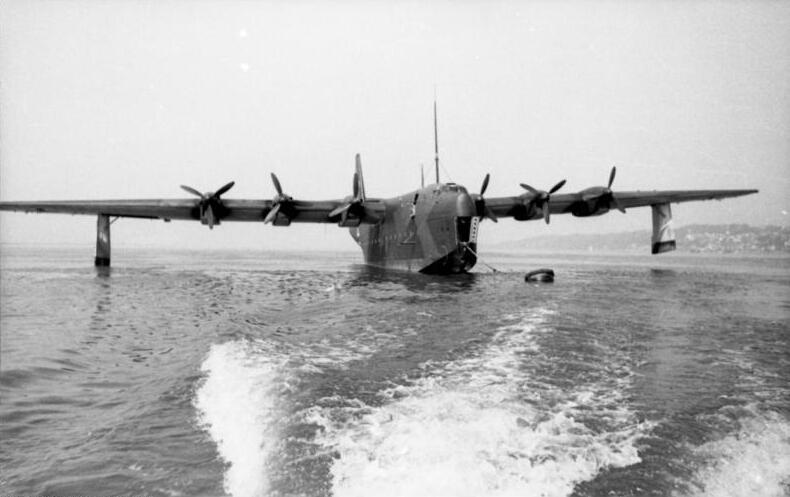
Blohm & Voss BV 238
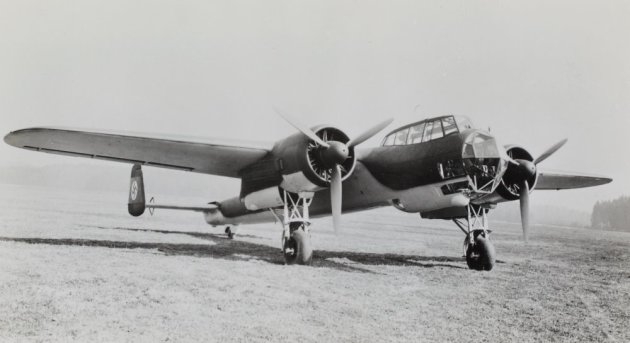
Dornier Do 17
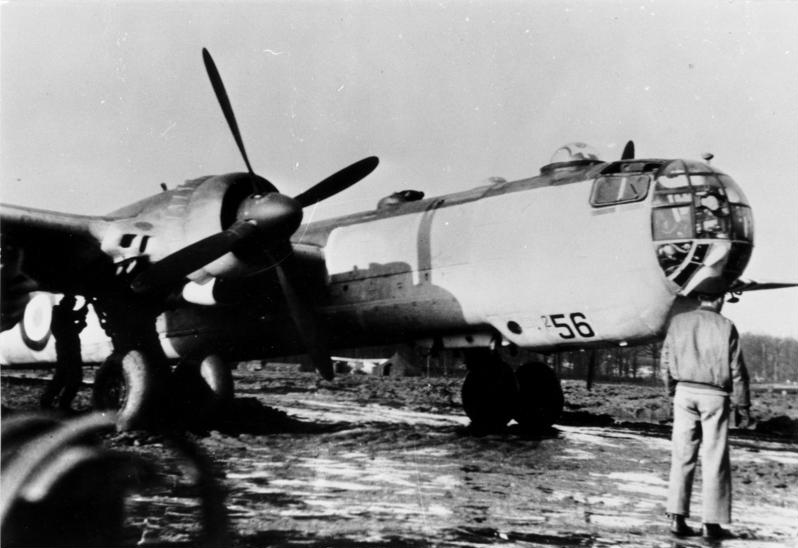
Heinkel He 177[note 1],
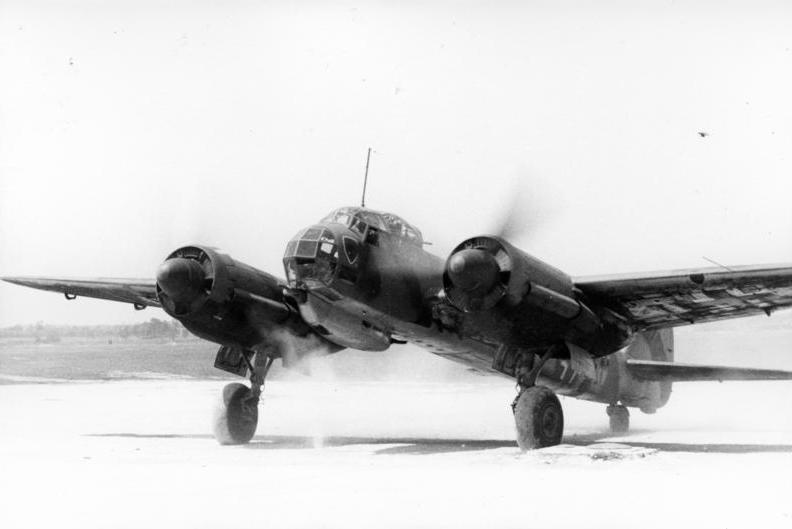
Junkers Ju 88[note 2]

Les appareils ci-dessus sont parmi les plus fréquemment utilisés par les Werskutas. Mais de nombreux autres modèles ont aussi été, épisodiquement, utilisés. Par exemple, la Werskuta 51 a utilisé pendant quelques mois 4 Me 410 ; des Ju 290 par la Werskuta 2.

## Localisations
Les zones d'opérations dévolues à chaque unité étaient les suivantes :
| Nom de l’unité | Zone                            | Base(s) principale(s)                   |
| -------------- | ------------------------------- | --------------------------------------- |
| Wekusta 1      | Baltique, Russie                |                                         |
| Wekusta 2      | Atterrages occidentaux          | Brest, Nantes, Mont-de-Marsan, Bordeaux |
| Wekusta 3      | Arctique                        | Stavanger                               |
| Wekusta 5      | Arctique                        | Tromsoe, Banak                          |
| Wekusta 6      | Arctique                        | Banak                                   |
| Wekusta 7      | Est de Berlin, zone de l'Oder   | Brandeburg-Briest                       |
| Wekusta 26     | Méditerranée occidentale        | Trapani (Sicile)                        |
| Wekusta 27     | Méditerranée orientale          | Kastelli (Crète)                        |
| Wekusta 51     | sud ouest des Îles britanniques | Brest, Morlaix, Buc, Brétigny           |
| Wekusta 76     | Mer noire                       | Mariopol, Volchansk                     |

## Missions
Les missions sont, généralement, assez routinières. Chaque unité effectue, chaque jour, le même trajet, en notant régulièrement divers paramètres météorologiques. Ces relevés sont transmis par radio selon une fréquence donnée, en utilisant un code spécifique, « Zenit ». La durée du vol est de l'ordre de 6 heures, parcourant 2 000 kilomètres au-dessus de l'océan.
Description d'une mission type
Un vol typique s'effectue à basse altitude pour recueillir les informations utiles sur l'état de la mer, la nébulosité, la pression atmosphérique, etc. Puis, l'avion grimpe pour enregistrer des paramètres, comme la pression barométrique, à différentes altitudes. Il répétera cette opération plusieurs fois pendant sa mission. Il redescendra enfin à basse altitude pour achever sa mission. Le sens et la force du vent sont aussi déterminés en utilisant les armes de bord et appréciant la forme des gerbes produites.
Les informations collectées sont chiffrées dans un code spécifique, et renvoyées régulièrement vers les sites allemands par messages radio. La procédure prévoit aussi qu'une synthèse des données recueillies soit aussi chiffrée et transmise périodiquement par radio dans le code opérationnel des unités navales et du commandement de la Kriegsmarine. Ces missions météo aériennes seront peu troublées par les Alliés.
Contre-mesures alliées
En ce qui concerne les vols météo allemands, les Alliés ne les harcèleront que faiblement, s'étant rendu compte que les mêmes données étaient transmises dans deux codes différents dont l'un, le code « Zenit », était déjà connu,,. Il était utile de l'utiliser pour aider à traduire les messages chiffrés dans l'autre code. Pour continuer à profiter de cette faille de sécurité, il fallait laisser les avions allemands continuer leurs vols. Ce qui n'empêchera pas de nombreuses rencontres avec des chasseurs alliés et de nombreuses pertes pour les appareils des Weskas.
Le code « Zenit »
Dès septembre 1939, les services météo allemands commencent à coder leurs messages avec un code différent de celui préconisé au niveau international. Par exemple en utilisant des lettres code au lieu de chiffres. Ce code a pour nom Zenitschlussel. Un mois plus tard, il est testé par la Werskuta 51 puis généralisé.
Ce code est basé sur des tables donnant la correspondance, d'une part, entre un paramètre et une de ses valeurs et, d'autre part, la lettre à utiliser,. L'ordre dans lequel les paramètres doivent être donnés est imposé ; si l'un des paramètres n'est pas renseigné, il sera codé « X ». Si les clefs du code Au. Ka.-Tafel changent chaque jour, la fréquence de changement des tables Zenit est beaucoup plus faible.

## Personnel notable
- Hans Bonath (1919–2004, récipiendaire de la Croix de fer)
- Erich Étienne (1915–1942, géophysicien)
- Hans Heinrich Euler (1909–1941, physicien)
- Leo Gburek (1910–1941, géophysicien)
- Martin Pond (1911–2004, météorologue à la Deutscher Wetterdienst, ainsi qu'à la chaîne publique allemande, ZDF).